# Безлепкина, Людмила Фёдоровна
Людмила Фёдоровна Безлепкина (род. 12 марта 1941, Сталино) — советский и российский партийный и государственный деятель, действительный член Академии социальных наук. Заслуженный работник социальной защиты населения Российской Федерации (2001).

## Биография
Родилась 12 марта 1941 года в городе Сталино (ныне Донецк) Украинской ССР.
В 1959 году окончила в Киеве Техническое училище № 1. Затем окончила Донецкий политехнический институт (ныне Донецкий национальный технический университет).
Работала токарем, главным технологом, главным инженером и директором завода «Ремкоммунэлектротранс» в Донецке.
Вступила в Коммунистическую партию Советского Союза. В 1980—1989 годах работала на выборных партийных должностях районного, городского и областного уровней, отвечая за сферу социально-экономических вопросов.
С 1989 года Л. Ф. Безлепкина — заместитель председателя Государственного комитета по труду и социальным вопросам СССР (Госкомтруд СССР). В 1990 году окончила Институт повышения квалификации Академии народного хозяйства при Совете Министров СССР (курс управления экономикой). С 1991 года работала первым заместителем министра труда и социальных вопросов СССР.
После распада СССР, в 1992 году, была назначена первым заместителем министра социальной защиты населения Российской Федерации − директором Департамента семьи, женщин и детей. С мая 1994 года — министр социальной защиты РФ (сменила на этом посту Эллу Памфилову). В августе 1996 года Людмила Фёдоровна была освобождена от занимаемой должности в связи с упразднением министерства. Отказавшись от предложения перейти на работу во вновь созданное Министерство труда и социального развития РФ, была назначена советником Председателя Правительства РФ. В январе-феврале 1997 года входила в состав Совета по вопросам социального развития при Правительстве РФ.
В 1998 году вступила в ряды движения «Отечество» и принимала участие в создании его московского отделения. В 1999 году была назначена советником председателя Правления Пенсионного фонда РФ. В декабре 1999 года Безлепкина была включена в общефедеральный список блока «Отечество — Вся Россия» на выборах в Государственную Думу РФ III созыва, но по результатам голосования в Госдуму не прошла.
В настоящее время находится на пенсии. Замужем, муж — Безлепкин Юрий Григорьевич, есть сын Олег.

## Заслуги
- Орден Почёта (9 марта 1996 года) — за заслуги перед государством и многолетнюю добросовестную работу[5].
- Орден княгини Ольги III степени (4 марта 2011 года, Украина) — за значительный личный вклад в социально-экономическое, научно-техническое, культурно-образовательное развитие Украинского государства, многолетний добросовестный труд и высокое профессиональное мастерство[6]
- Заслуженный работник социальной защиты населения Российской Федерации (6 марта 2001 года) — за заслуги в области социальной защиты населения и многолетнюю добросовестную работу[7].
- Почётная грамота правительства Российской Федерации (23 февраля 2001 года) — за заслуги перед государством в области оказания социальной помощи гражданам, их пенсионного обеспечения и многолетний добросовестный труд[8].
- Почётная грамота Кабинета Министров Украины (6 мая 2001 года) — за значительный вклад в развитие и укрепление экономических связей Российской Федерации и Украины, моральную и материальную поддержку выходцев из Донецкой и Луганской областей, популяризацию достижений украинской науки, техники и культуры[9]
- Почётный гражданин Донецкой области (2007).
- Почётный доктор РГСУ (2001)[10].
- Медали.

## Отзывы
Председатель Государственного комитета СССР по труду и социальным вопросам В. И. Щербаков в книге «Гибель советской империи глазами последнего председателя Госплана СССР» так охарактеризовал Л. Ф. Безлепкину:

Во время массовых забастовок шахтёров <…> всё местное партийное руководство попряталось, мы с ними не встречались. Я, например, не видел ни одного областного, районного, поселкового или шахтного партийного руководителя. Была с нами только недавно избранная на должность третьего секретаря Донецкого обкома КПСС Людмила Безлепкина. Настоящая донская казачка, выросшая в среде шахтёров и не боявшаяся осадить наиболее горластых активистов. Приглядевшись к ней, я позже забрал её своим заместителем по социальным вопросам в Госкомтруд СССР и ни разу об этом не пожалел.